# بهجت‌آباد کفه
بهجت‌آباد کفه، روستایی در دهستان نجف‌آباد از توابع بخش مرکزی شهرستان سیرجان در استان کرمان است.